# Trdat III.

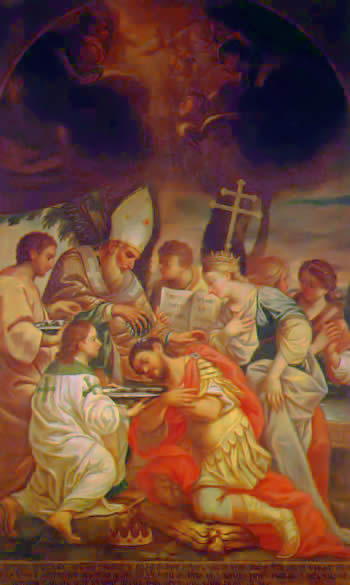
Taufe des Trdat

Trdat III. (armenisch Տրդատ, latinisiert Tiridates) auch genannt Trdat der Große († 330 oder 317) war König von Armenien, ein Heiliger und der Gründer der armenischen Kirche. Trdat wird von einigen Gelehrten auch als Trdat IV. tituliert. Er stammt aus der armenischen Linie der Arsakiden und war ein Urenkel des arsakidischen Königs Chosrau I. (216/217–252, Letzterer ist nicht zu verwechseln mit dem Sassaniden Chosrau I.), Enkel Trdats II. und Sohn Chosraus II. (279/280–287). Die Chronologie der armenischen Könige des 3. Jahrhunderts ist umstritten, weil die Hauptquelle, die mehr als 150 Jahre später entstandene Legenden-Geschichte des Agathangelos, in mehreren widersprüchlichen Versionen überliefert ist und jeweils zwei Chosraus und zwei Trdats vermischt.

## Erzählung
Laut dieser Erzählung, die mit vielen wörtlichen Zitaten ausgeschmückt ist, floh der junge Trdat vor den Sassaniden, die unter Schapur I. in Armenien einfielen (das wäre etwa 252) und seinen Vater Chosrau ermorden, zu den Römern nach Kappadokien, wo er auf Gregor den Erleuchter, einen Sohn des Anak traf, der Trdats Vater ermordete. Der mit übermenschlichen Kräften ausgestattete Prinz diente unter Diokletian, besiegte im heldenhaften Zweikampf einen Gotenfürsten, und erhielt schließlich Armenien zurück, wo er den heidnischen Göttern diente und die Christen verfolgte. Gregor der Erleuchter wurde gemartert und verurteilt und in einer unterirdischen Höhlenzelle eingesperrt. Dort blieb er 13 Jahre lang, da er sich weigerte, der Göttin Anahita zu opfern. Als Trdat an einem für unheilbar gehaltenen, entstellenden Hautleiden erkrankte, wurde er von Gregor geheilt und bekannte sich zu Christus. Nach der Legende des Agathangelos zerstörten Trdat und Gregor alle heidnischen Tempel im Land – einschließlich Aschtischat – und erbauten an deren Stelle Kirchen. Dies wird in der armenischen Geschichtsschreibung so interpretiert, dass er das Christentum zur Staatsreligion machte. Nach der Legende des Agathangelos traf Gregor später den römischen Kaiser Konstantin und seinen Biografen, den Bischof Eusebios. Nachdem Konstantin von den Wundern berichtet worden war, die sich in Armenien ereignet hatten, habe er Gregor um dessen Segen gebeten, heißt es in der Legende des Agathangelos.

## Historische Rekonstruktion
Da Trdat III. wohl um 280 geboren wurde, kann die eben behandelte Erzählung faktisch keine historische Wahrheit in Anspruch nehmen. Traditionell wird die Bekehrung Armeniens auf 301 oder 303 angesetzt, wodurch die Rückkehr Trdats auf 286 bzw. 288 datiert.
Historisch ist die Bekehrung Armeniens jedoch wohl erst nach der Bischofsweihe Gregors im Jahre 315 anzusetzen, so dass die Thronbesteigung Trdats erst mit dem Frieden von Nisibis von 298 anzusetzen ist. Der persische Großkönig Narseh, Sohn Schapurs I., überfiel 296 Armenien und vertrieb (oder tötete?) einen armenischen Usurpator, der 287 seinen Bruder Chosrau II., den Vater des Trdat, erschlagen hatte. Das römische Heer, das unter dem Caesaren Galerius Maximianus den Armeniern zu Hilfe kam, wurde 297 von den Persern zwar bei Carrhae geschlagen, im folgenden Jahr wurde Narseh jedoch besiegt.
Unter römischem Schutz übernahm Trdat, der Sohn des eben erwähnten ermordeten Königs Chosraus II., die Herrschaft. Im Frieden, den die Römer 298 in Nisibis mit Narseh schlossen, wurden einige Gebiete von Armenien abgetrennt. Trdat wurde mit Teilen Aserbaidschans entschädigt, musste jedoch die römische Oberherrschaft anerkennen.
Um 330 wurde Trdat laut Moses von Choren bei einer Verschwörung christenfeindlicher Adliger von diesen vergiftet.